# Franz Kiederich
Franz Max Kiederich, fälschlich auch Franz Ludwig Kiederich (* 25. Juli 1873 in Düsseldorf; † 10. August 1950 ebenda), war ein Maler der Düsseldorfer Schule und Hochschullehrer an der Kunstakademie Düsseldorf.

## Leben

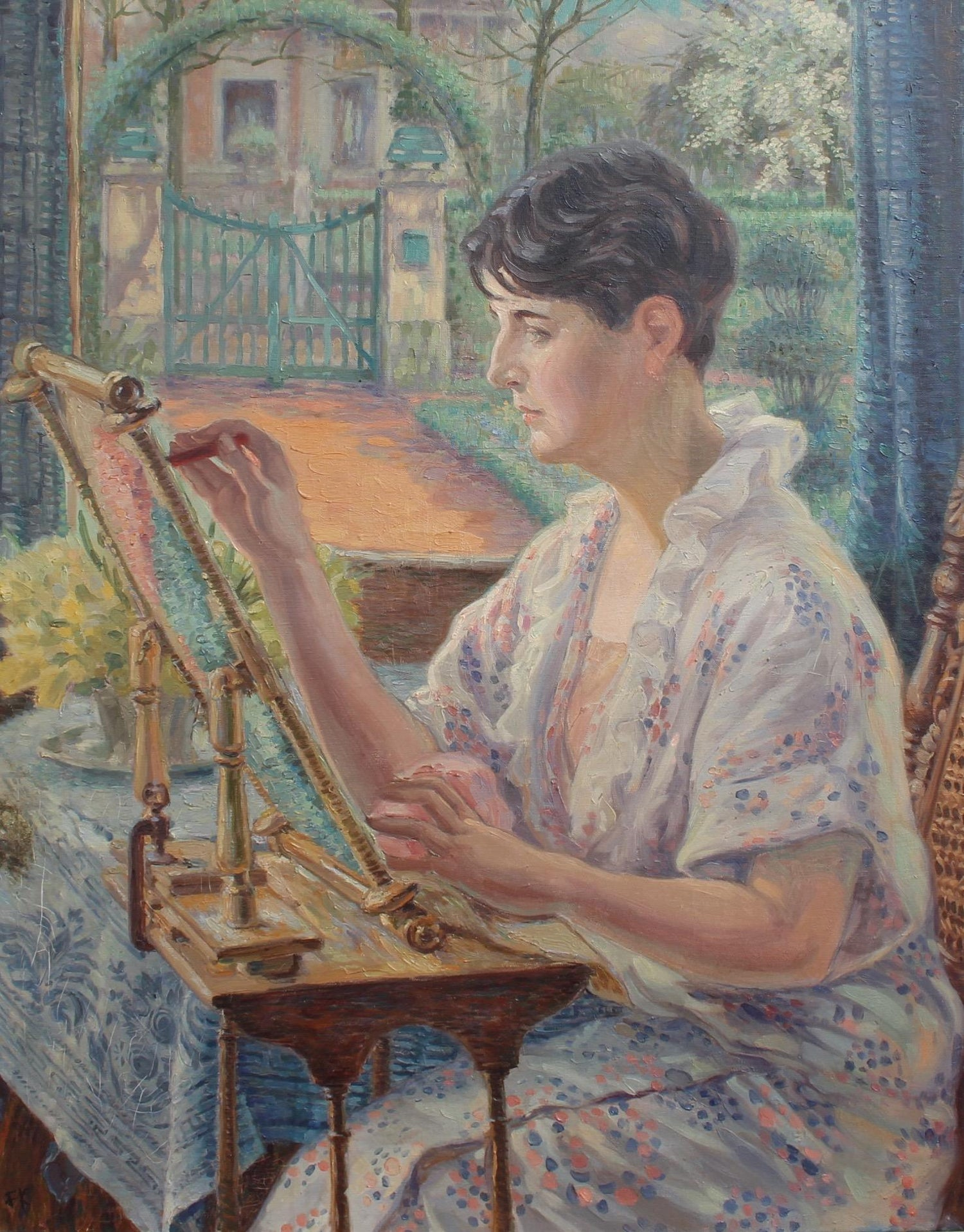
Frau am Fenster mit Stickrahmen, 1930er Jahre

Kiederich war der Sohn des Malers Paul Wilhelm Kiederich (1842–1921) und Enkel des Malers Paul Joseph Kiederich. Von 1890 bis 1900 studierte er an der Kunstakademie Düsseldorf. Dort waren Hugo Crola, Peter Janssen d. Ä., Arthur Kampf und Adolf Schill seine Lehrer. 1893/1894 besuchte er an der Düsseldorfer Akademie die Malklasse von Julius Roeting. Bis 1902 war er Meisterschüler von Claus Meyer, dessen anekdotische Malerei er übernahm und später zugunsten realistischer Tendenzen aufgab. Kiederich unternahm Reisen durch Holland, Belgien, England, Frankreich, Italien und die Schweiz. Kiederichs Landschafts- und Figurenmalerei widmete sich besonders der Darstellung der Landarbeit, die er in hellem Kolorit und einer vom Impressionismus beeinflussten Malweise festhielt. Von 1911 bis 1938 war er Professor und Lehrer an der Kunstakademie Düsseldorf, seit 1912 auch deren Ehrenmitglied. Zu seinen Schülern zählten neben seinem Bruder Ludwig Kiederich auch Lorenz Bösken, Herbert Böttger, Paul Bücher, Emil Flecken, Wilhelm Gdanietz, Helmut Georg, Marianne F. Gürich (1915–2007), Julius Jungheim, Martin Mendgen, Oswald Petersen, Hans Pfannmüller, Willy Reetz, Hans Schröers und Hans Seyppel.
Durch Malweise und Motivwahl gehörte Kiederich zu den Künstlern, die der nationalsozialistischen Kunstauffassung und ihrer Blut-und-Boden-Ideologie entgegen kamen. Kiedrich nahm in den Jahren 1938, 1939 und 1940 an den nationalsozialistischen Propagandaschauen Große Deutsche Kunstausstellung in München teil. Auf der Ausstellung von 1938 kaufte Adolf Hitler von Kiederich für die Neue Reichskanzlei das Ölgemälde Rast auf dem Felde. Bereits 1937 fertigte Kiederich das Gemälde Hitler in Parteiuniform. In der von Gauleiter Friedrich Karl Florian herausgegebenen „Düsseldorfer Kunstmappe“ ist Kiederich mit der Grafik Der Führer vertreten. Nach 1945 spielte Kiederich keine wesentliche Rolle mehr im deutschen Kunstgeschehen. Im Februar 1953 ehrte ihn der von Hildebrand Gurlitt geleitete Kunstverein für die Rheinlande und Westfalen mit einer Gedächtnisausstellung in der Kunsthalle Düsseldorf, die außerdem den Malern Ernst te Peerdt, Walter Petersen und Max Stern gewidmet war. Gelegentlich sind Arbeiten von ihm auf dem Auktionsmarkt anzutreffen.

## Werke (Auswahl)

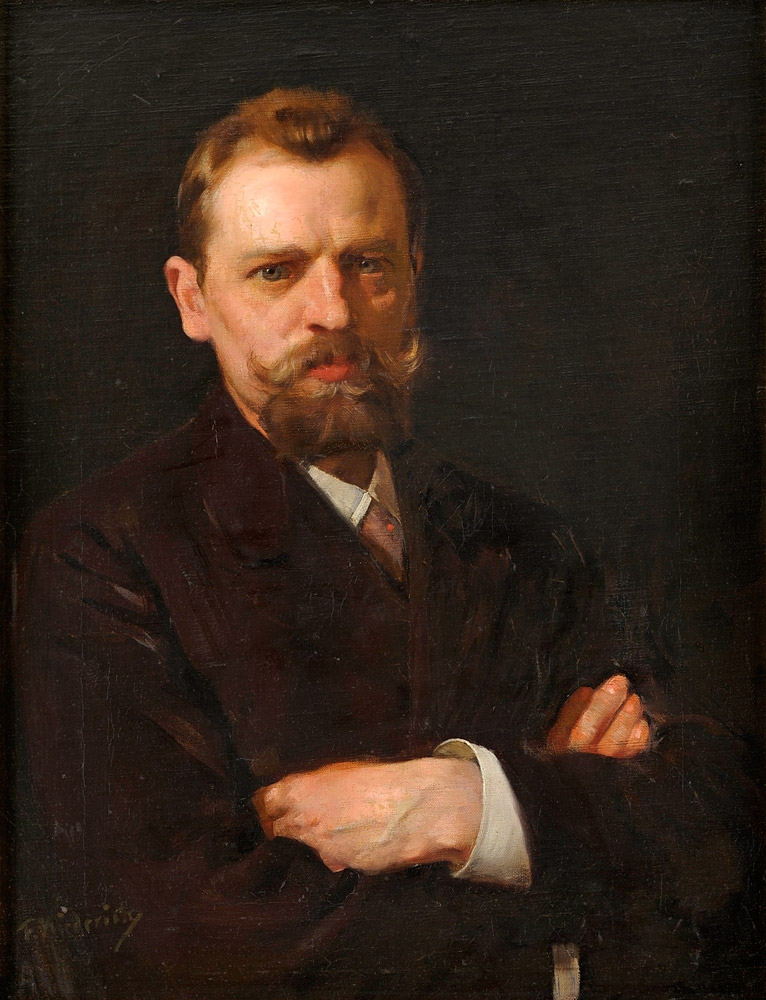
Franz Kiederich: Porträt Willi Sandvoß

- Begegnung eines Jägers und seiner Setter mit einem Kavalleristen in weiter Landschaft, 1895
- Frühling im Rheinland, 1912
- Sommerliche Landschaft, 1913
- Hitler in Parteiuniform, 1937[9]
- Der Modellschiff-Bauer
- Winterjagd
- Frauen auf dem Feld bei der Kartoffelernte
- Kartoffelernte am Niederrhein mit Bauer am Feuer im Hintergrund
- Herbsttag in Worpswede
- Rast auf dem Felde